# U10 (Berlins tunnelbana)

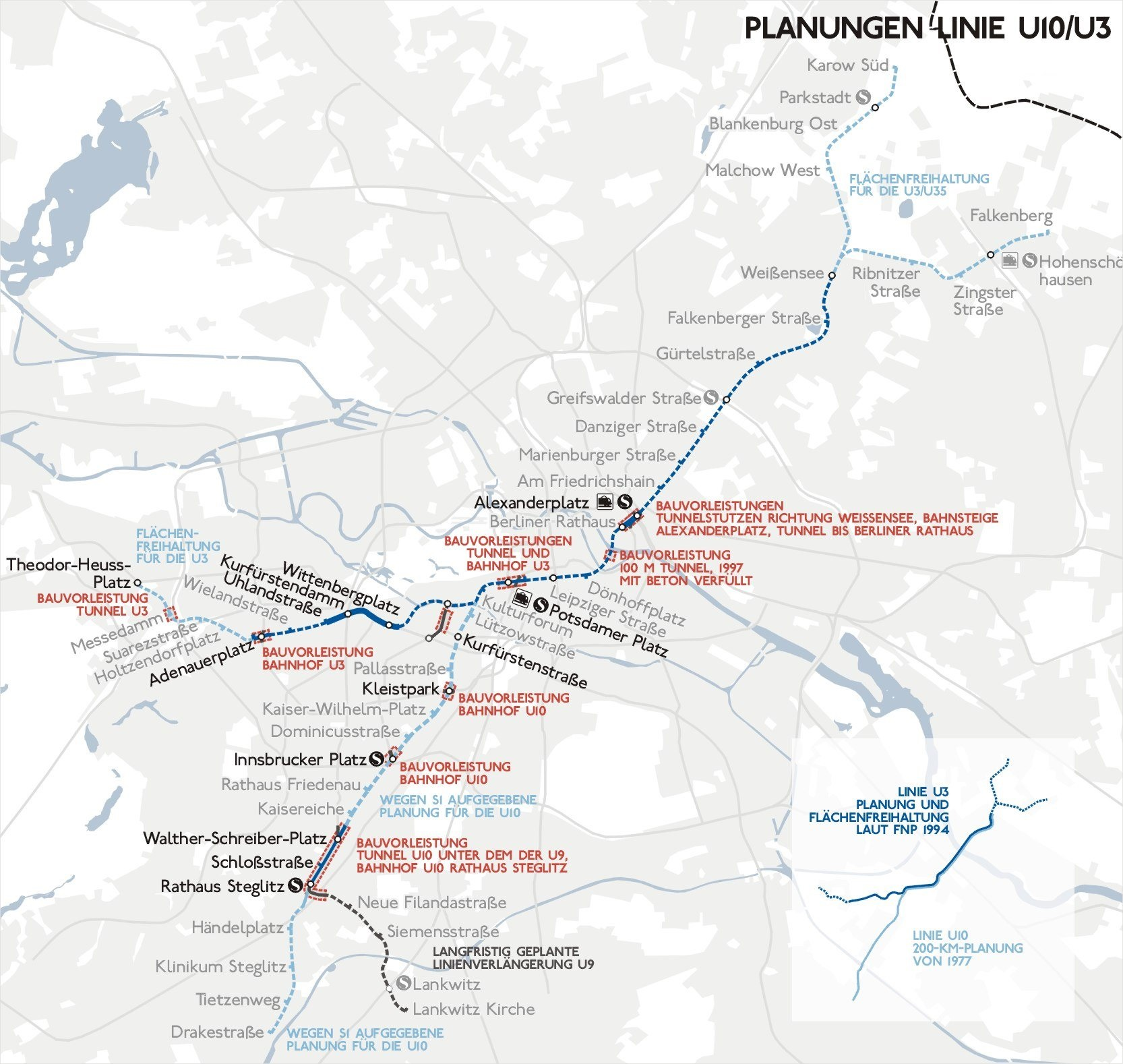
U10

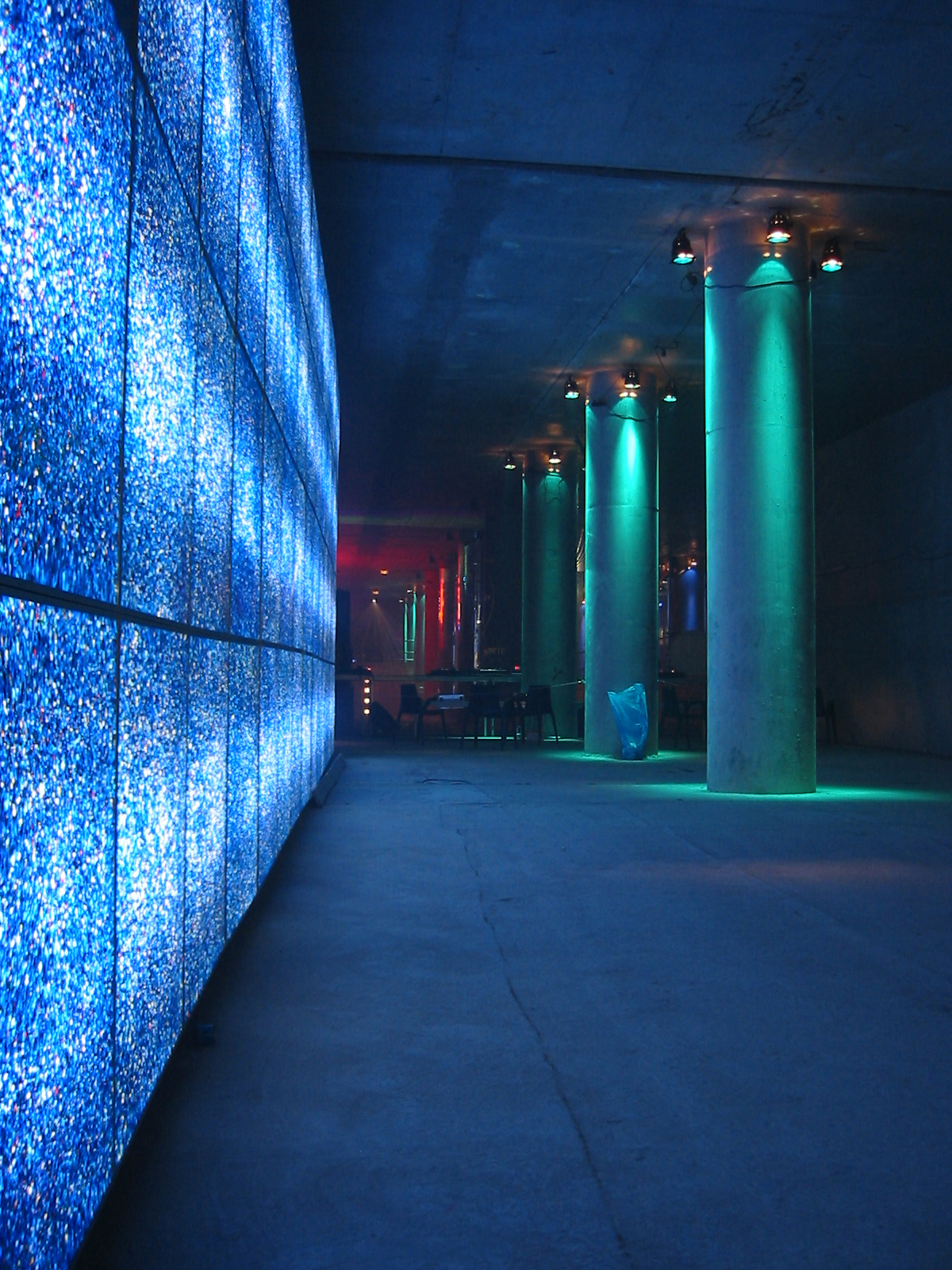
Stationsutrymme byggt för U10 vid Potsdamer Platz

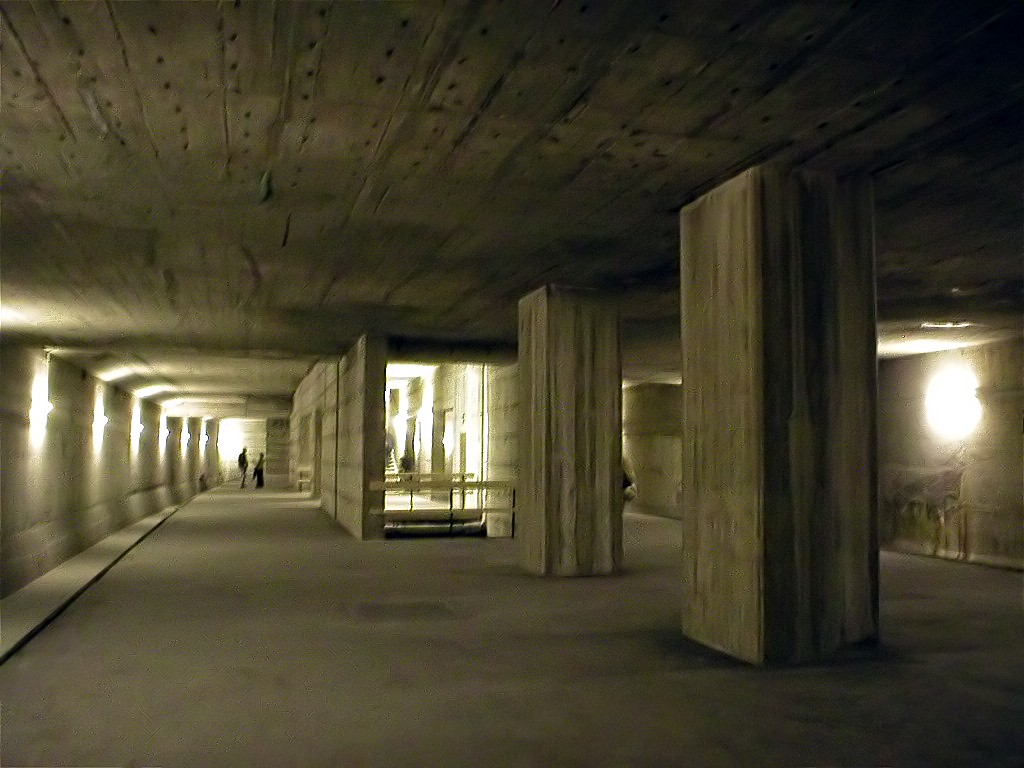
Innsbrucker Platz på Berlins tunnelbanelinje U10

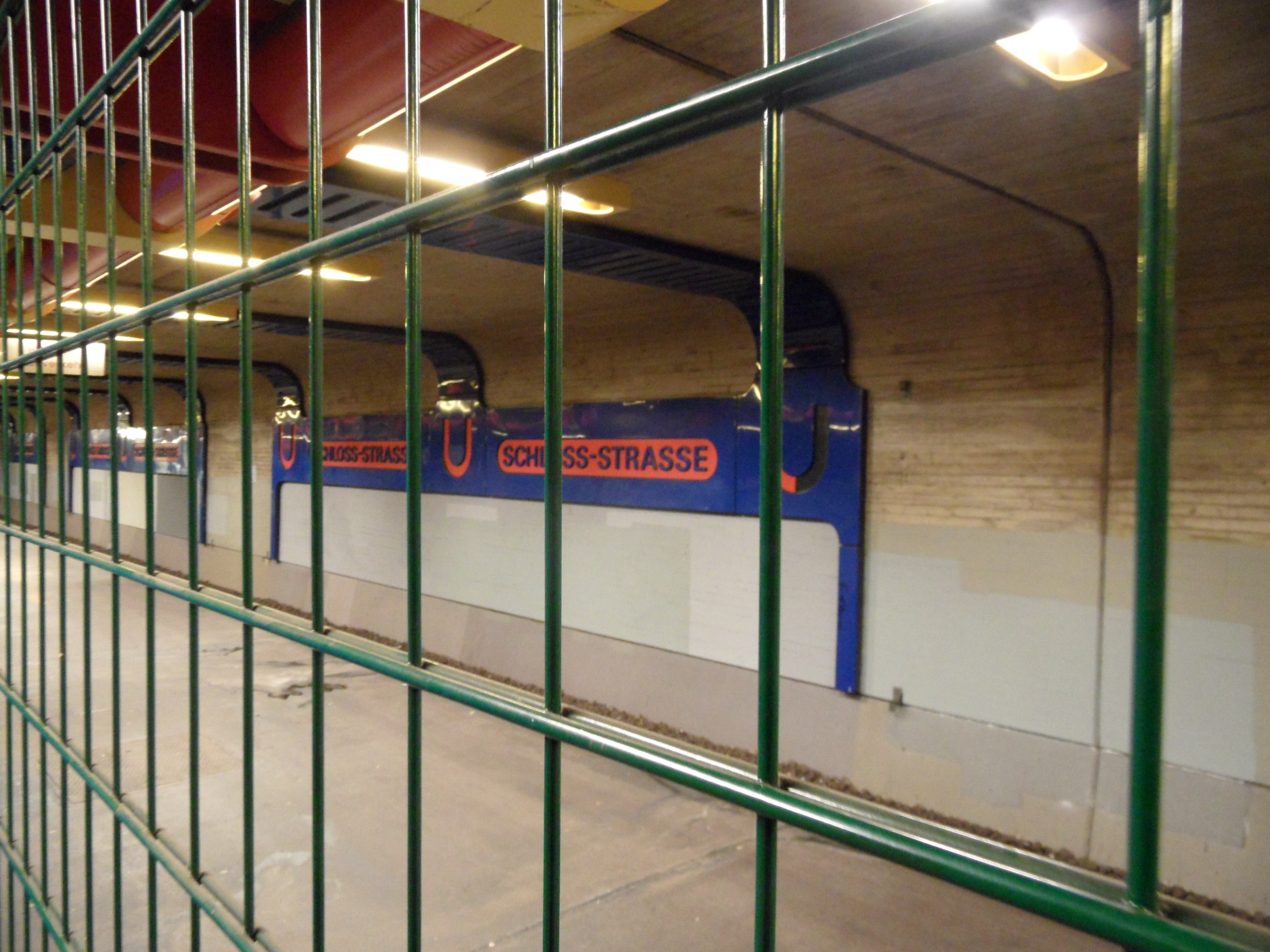
Oanvända och avstängda delar av station Schloßstraße byggda för linje U10

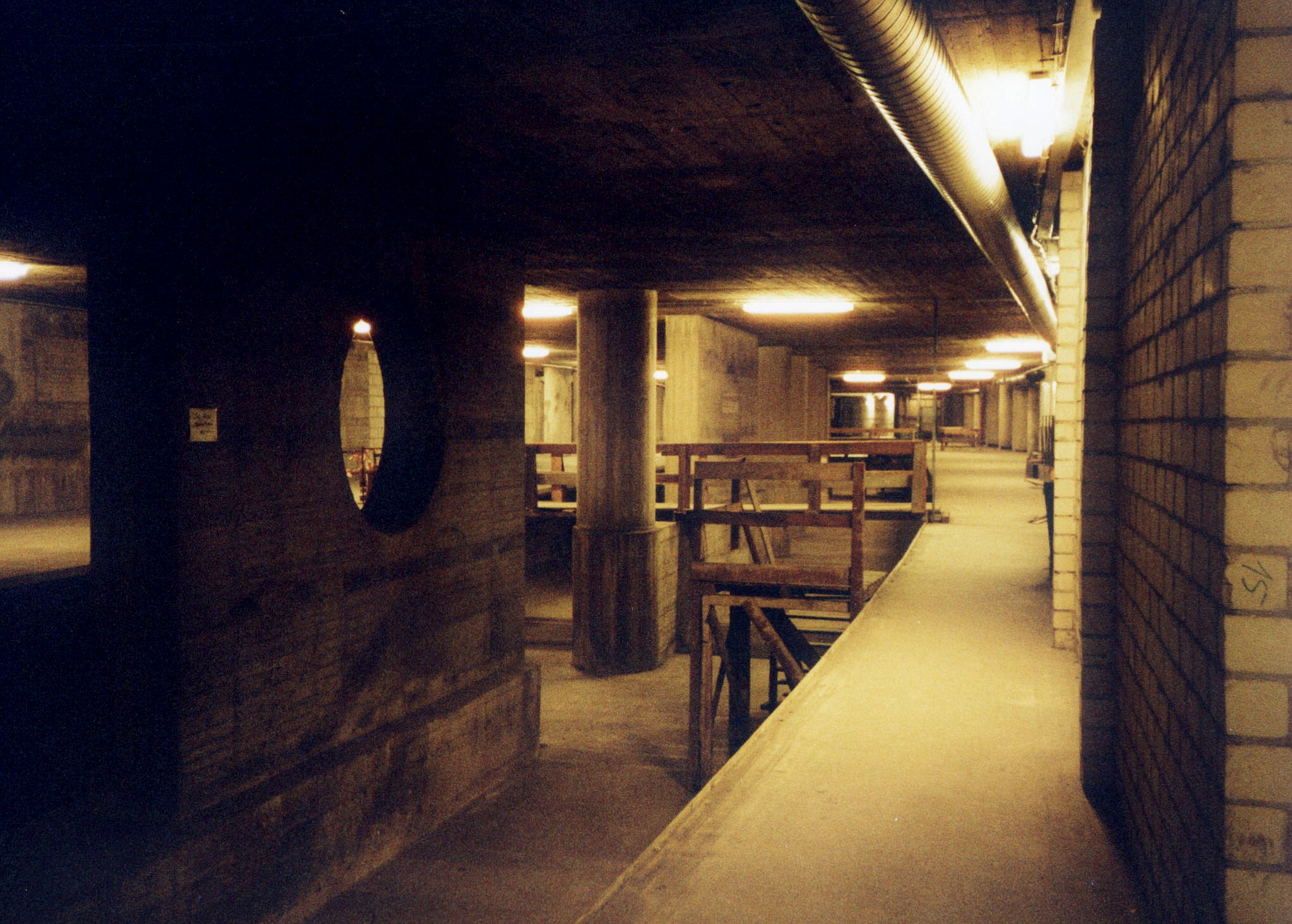
Oanvända delar av Rathaus Steglitz

U10 är en planerad men inte färdigställd tunnelbanelinje i Berlins tunnelbana byggd till största delen under 1970-talet. Den planerades att gå från Weissensee i norr genom staden via Alexanderplatz och Potsdamer Platz till Steglitz och vidare till Lichterfelde. 1993 lades planerna åt sidan och delar av planen för U10 har istället förts över till en möjlig utbyggnad av linje U3. 

## Historia
Enligt den gamla "200 km-planen" skulle Berlin få en helt ny linje, linje U10. Man började bygga under tidigt 1970-tal och redan 1974 stod tunnlar och stationer för den kommande linjen nästan färdiga. Det byggdes extra perronger på följande stationer: Rathaus Steglitz, Schloßstraße, Innsbrucker Platz samt Kleistpark. Alla dessa perronger står idag övergivna förutom på station Kleistpark där den extra perrongen blivit ombyggd till ett kontor för Berlins lokaltrafikbolag BVG. Samtliga av dessa stationer har ett annat plan som idag används av andra tunnelbanelinjer. 
En tunnel med stationsutrymme byggdes under Potsdamer Platz på 2000-talet och en tunnel mellan Berlins rådhus och Alexanderplatz var klar sedan 1913. Två av de fyra spår som finns på linje U5 vid Alexanderplatz byggdes ursprungligen för linje U10 som då kallades linje F. Idag vet man inte när eller om det återigen kommer att bli aktuellt att fullfölja dessa planer. 
Stadsplanen för trafik från 2003 har inte U10/U3 med i sin utvecklingsplan och inte heller planerna som planerar fram till 2030. Däremot finns linjen kvar i den aktuella markanvändningsplanen.
| Stationer på linje enligt 200 km planen                           |
| ----------------------------------------------------------------- |
| Weißensee                                                         |
| Falkenberger Straße                                               |
| Gürtelstraße                                                      |
| Greifswalder Straße                                               |
| Danziger Straße                                                   |
| Marienburger Straße                                               |
| Am Friedrichshain                                                 |
| Alexanderplatz Förberedd för linje                                |
| Rotes Rathaus Förberedd för linje                                 |
| Dönhoffplatz                                                      |
| Leipziger Straße                                                  |
| Potsdamer Platz Förberedd för linje                               |
| Kulturforum                                                       |
| Lützowstraße                                                      |
| Kurfürstenstrasse                                                 |
| Pallasstraße                                                      |
| Kleistpark Förberedd för linje                                    |
| Kaiser-Wilhelm-Platz                                              |
| Dominicusstraße                                                   |
| Innsbrucker Platz Förberedd för linje                             |
| Rathaus Friedenau                                                 |
| Kaisereiche                                                       |
| Walther-Schreiber-Platz Tunnel nära stationen förberedd för linje |
| Schloßstraße Förberedd för linje                                  |
| Rathaus Steglitz Förberedd för linje                              |
| Händelplatz                                                       |
| Klinikum Steglitz                                                 |
| Tietzenweg                                                        |
| Drakestraße                                                       |

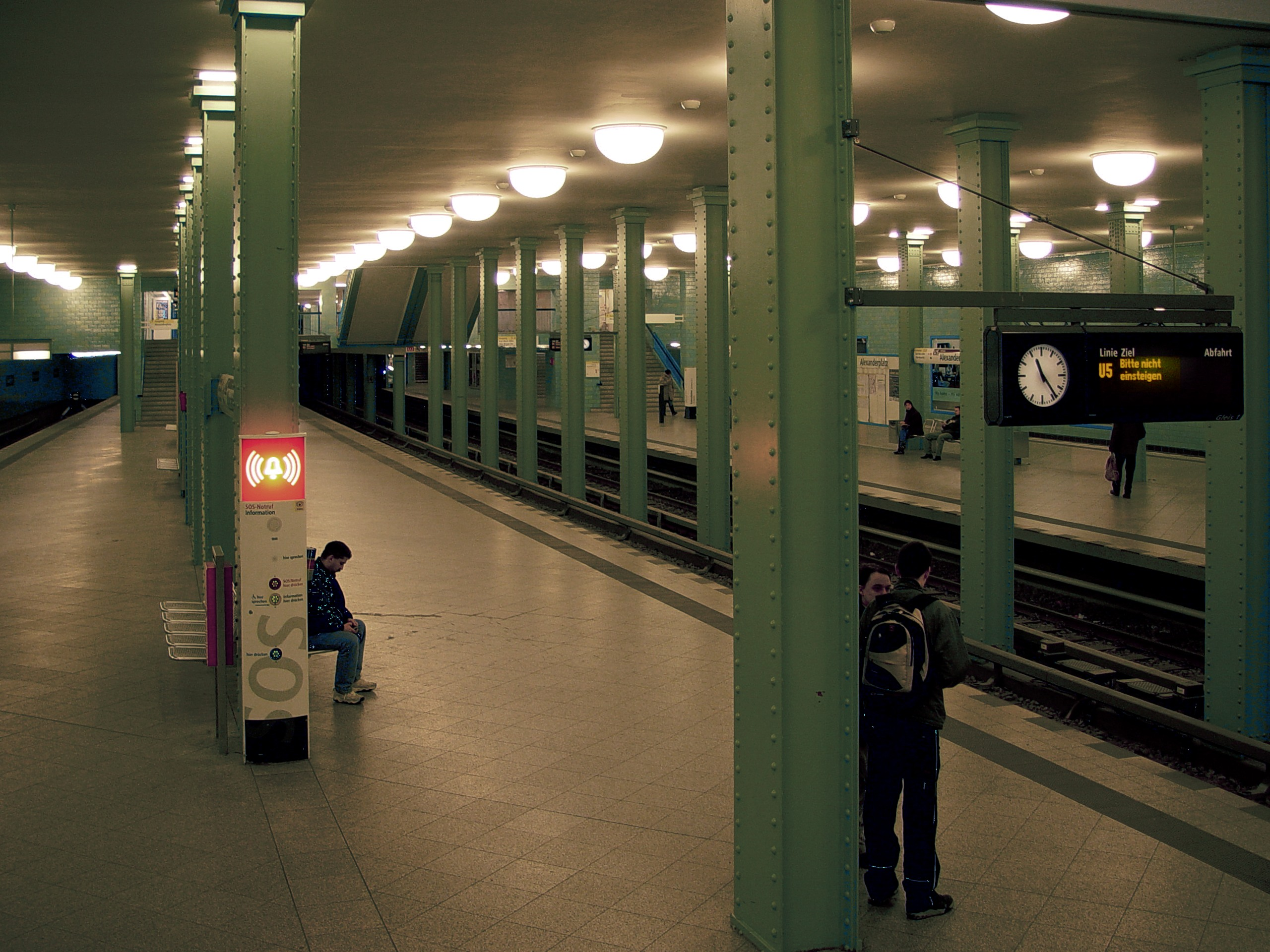
De yttre spåren på linje U5 vid Alexanderplatz byggdes ursprungligen för linje U10
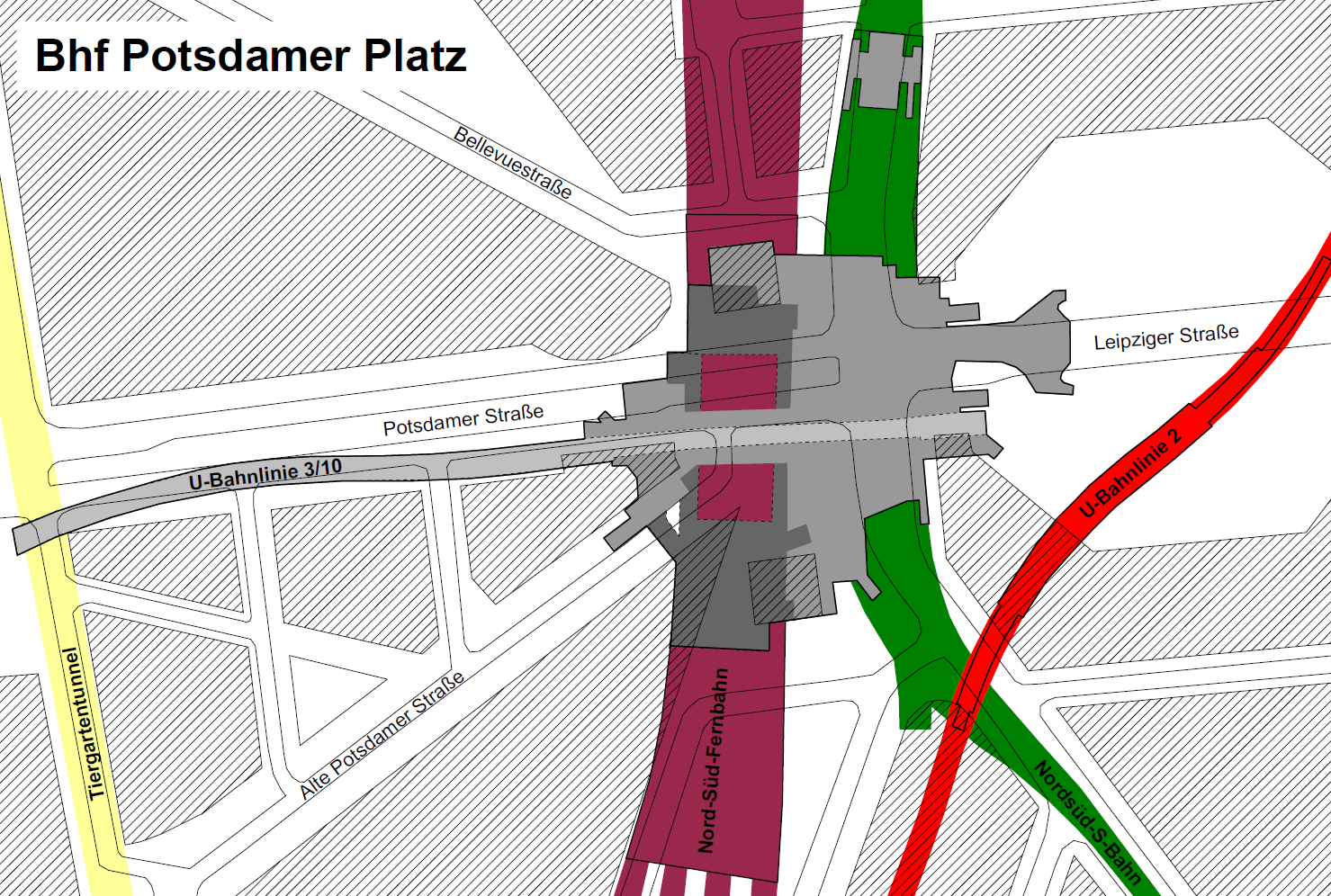
U10 vid Potsdamer Platz
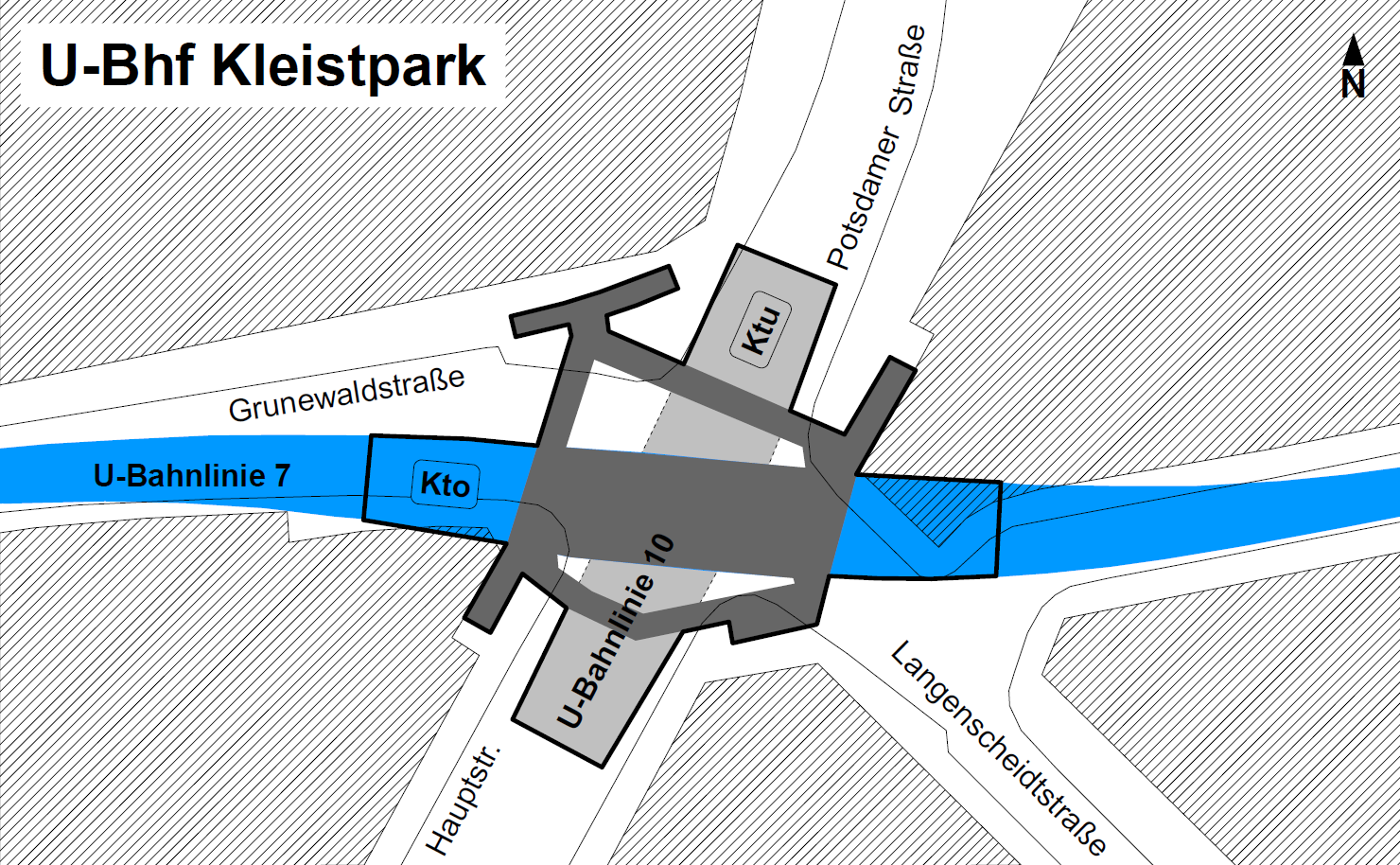
U10 vid Kleistpark
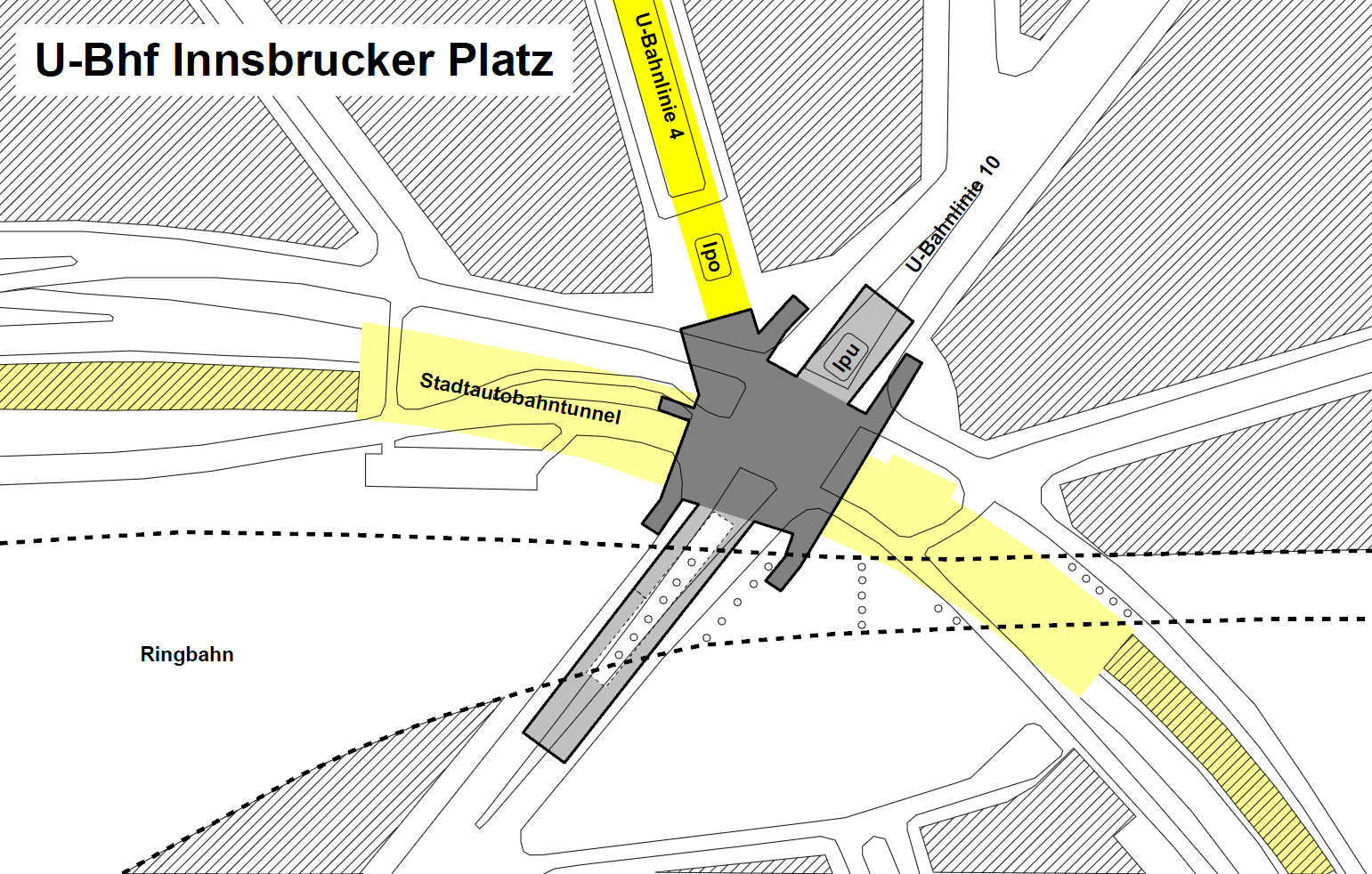
U10 vid Innsbrucker Platz
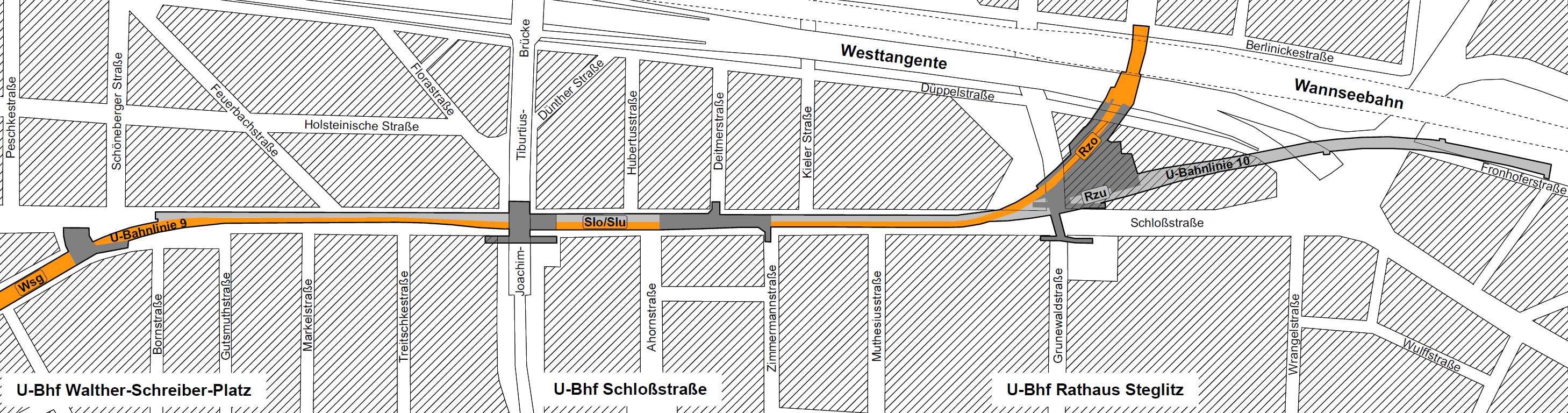
U10 vid Schloßstraße och Rathaus Steglitz

| Linje | Utbyggnad av linje U10 |
| ----- | --- |
| U10   | Drakestraße - Rathaus Steglitz - Schloßstraße - Walther-Schreiber-Platz - Innsbrucker Platz - Kleistpark - Kurfürstenstraße - Potsdamer Platz - Alexanderplatz - Greifswalder Straße - Weißensee |

- Tunnlar & stationer byggda för linje U10
- Om Berlins övergivna tunnelbanestationer